# 경상좌수영선생안
경상좌수영선생안(慶尙左水營先生案)은 부산광역시 동래구 안락동 충렬사에 있는, 조선시대 16세기 중반 이후부터 18세기 후반까지 경상좌수영에 부임한 역대 수사(水使)들의 명단을 순차적으로 추가하여 기록한 누가식(累加式) 필사본 3책이다. 2015년 8월 19일 부산광역시의 유형문화재 제163호로 지정되었다.

## 개요
『경상좌수영선생안』은 16세기 중반 이후부터 18세기 후반까지 경상좌수영에 부임한 역대 수사(水使)들의 명단을 순차적으로 추가하여 기록한 누가식(累加式) 필사본 3책이다.
이 선생안에는 역대 수사들의 명단뿐 아니라 경상좌수영의 설치 및 이건 (移建)과 관련한 연혁이 기록되어 있어 동래지역에 설치된 경상좌수영과 관련한 정보를 밝혀 주는 원천자료로서의 가치가 높다.
더구나 필사본 『경상좌수영선생안』은 현존하는 유일본으로 그 희소성에서도 높은 상징적 가치를 가지고 있을 뿐 아니라, 『조선왕조실록(朝鮮王朝實錄)』, 『승정원일기(承政院日記)』, 『일성록(日省錄)』 등의 관변 자료나 개인 문집 등에서 그 행적을 확인할 수 없는 인물도 상당수 포함하고 있어 동래지역사와 더불어 한국사 연구에도 귀중한 자료로 활용할 수 있는 문화재이다.

## 같이 보기
- 충렬사

## 참고 문헌
- 경상좌수영선생안 - 국가유산청 국가유산포털